# 갤러리 라파예트

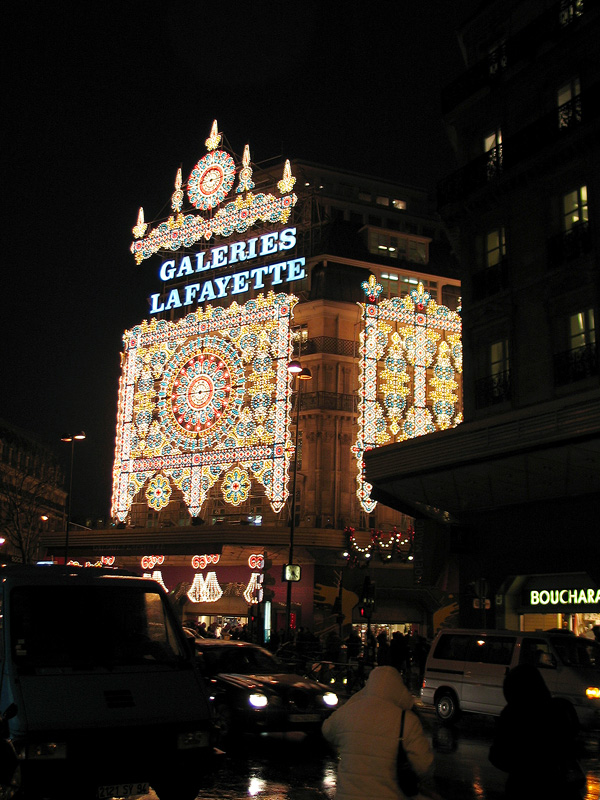
2004년 크리스마스 시즌 때 찍은 파리의 라파예트 백화점 모습

갤러리 라파예트(프랑스어: Galeries Lafayette)는 프랑스의 백화점 기업이다.

## 역사
1893년 테오필 바드르와 그의 사촌인 알폰스 칸이 작은 옷가게를 파리의 라 파예트 가에 열었다. 3년 뒤 옷가게는 회사로 성장하면서 라파예트가에 있던 한 건물을 구입하게 된다.
이에 테오필은 조르헤 쉐단과 그의 수제자던 페르디난 샤에게 건물의 건축 디자인을 맡긴다. 유리와 철제로 된 위의 돔형과 계단부분은 1912년이 돼서야 완공되었다. 이곳이 훗날 10층 짜리 본점이 된다. 불르바르 오스만(Boulevard Haussmann 40가에 위치한다.

### 지사
- 베를린 점 : 독일의 수도 베를린에 위치한 지사로스 진 누벨이 건축을 맡어 1991~1995년까지 건설을 완성하였다. 이듬해 베를린 점이 문을 열었다.
- 뉴욕 점 : 미국 라파예트 백화점은 맨해튼, 뉴욕에 문을 열었다. 하지만 성공적이지 못해서 지금은 폐점 상태다.

## 기타 정보
2006년 기준 라파예트 백화점의 통계자료는 다음과 같다.
- 직원 수 : 12,022
- 본점 및 지사 수 : 63개, 10개의 계열사 포함
- 판매고 : 6억 2170만 유로